# Зверева, Эллина Александровна
Элли́на Алекса́ндровна Зве́рева (урождённая Кишеева; бел. Эліна Аляксандраўна Зверава (Кiшеева); род. 16 ноября 1960, Тула) — советская и белорусская легкоатлетка, выступавшая в метании диска. Олимпийская чемпионка 2000 года, бронзовый призёр летних Олимпийских игр 1996 года, участница летних Олимпийских игр 1988, 2004 и 2008 годов, двукратная чемпионка мира 1995 и 2001 годов, серебряный призёр чемпионата мира 1997 года, серебряный призёр чемпионата Европы 1994 года. Заслуженный мастер спорта Республики Беларусь (1995).

## Биография
Эллина Зверева родилась 16 ноября 1960 года в городе Тула.
В 8-летнем возрасте начала заниматься в Туле фигурным катанием, получила третий взрослый разряд. Впоследствии занималась велоспортом на треке, плаванием, баскетболом, волейболом, после чего пришла в лёгкую атлетику. В 15-летнем возрасте сосредоточилась на метании диска. Тренировалась под руководством Валерия Коваля. По воспоминаниям Зверевой, её первым трофеем стали три глиняных тарелки и кувшин, полученные за победу на детских соревнованиях.
Окончила Тульский электромеханический техникум по специальности «техник-технолог химической чистки и крашения одежды». Училась в Краснодарском институте физической культуры.
Заниматься спортом профессионально начала только в 20-летнем возрасте. На сборе в Леселидзе её заметил тренер Мечислав Овсяник, работавший в Краснодаре, и предложил работать под его началом. Зверева согласилась, затем переехав вместе с Овсяником и будущим мужем, легкоатлетом Виктором Бочиным в Минск. Выступала в легкоатлетических соревнованиях за краснодарское, затем за минское «Динамо».
В 1984 году в Праге заняла 5-е место на международных соревнованиях «Дружба-84».
В сентябре 1987 года после родов руководство сборной СССР предложило Зверевой сделать паузу в выступлениях на год, что означало пропуск летних Олимпийских игр в Сеуле. По другим данным, её шагом остался недоволен Овсяник. Зверева не согласилась с предложением и уже через три недели после родов стала тренироваться под началом Бочина.
12 июня 1988 года в Ленинграде на Мемориале братьев Знаменских показала результат выше олимпийского рекорда и установила рекорд СССР — 71,58.
В 1988 году вошла в состав сборной СССР на летних Олимпийских играх в Сеуле. В метании диска заняла 5-е место, показав результат 68,94 и уступив 3,36 метра завоевавшей золото с олимпийским рекордом Мартине Хелльман из ГДР.
Из-за травмы позвоночника пропустила почти два года. В 1989 году перенесла операцию на щитовидной железе.
В 1990 году заняла 6-е место на чемпионате Европы в Сплите (68,94).
В 1991 году заняла 9-е место на чемпионате мира в Токио (63,22).
После распада СССР стала выступать за Беларусь.
В 1992 году выиграла чемпионат СНГ (68,82), однако не была включена в Объединённую команду для участия в летних Олимпийских играх в Барселоне. По словам Бочина, Звереву необоснованно обвинили в использовании запрещённых препаратов, что впоследствии показали и тесты, в том числе сделанные в Финляндии.
В 1994 году завоевала серебряную медаль на чемпионате Европы в Хельсинки (64,46).
В 1995 году выиграла золотую медаль чемпионата мира в Гётеборге (68,64). По итогам года была признана лучшей спортсменкой Беларуси наряду с легкоатлеткой Натальей Шиколенко и гимнастом Виталием Щербо.
В 1996 году вошла в состав сборной Беларуси на летних Олимпийских играх в Атланте. В метании диска завоевала бронзовую медаль с результатом 65,64, уступив 4,02 метра победительнице Ильке Вилудда из Германии.
В 1997 году завоевала серебряную медаль чемпионата мира в Афинах (65,90).
В 1998 году на чемпионате Европы в Будапеште, выиграв квалификацию, заняла в финале 4-е место. По воспоминаниям Зверевой, на этом турнире она почувствовала спад в физической форме. В апреля 1999 года вновь повредила позвоночник, неудачно прыгнув в яму с песком.
В 2000 году вошла в состав сборной Беларуси на летних Олимпийских играх в Сиднее. В метании диска завоевала золотую медаль, показав результат 68,40.
В 2001 году завоевала золотую медаль на чемпионате мира в Эдмонтоне (67,10). Первоначально стала серебряным призёром, уступив Наталье Садовой из России (68,57), однако в её анализе обнаружили кофеин и дисквалифицировали, в 2003 году передав награду Зверевой. В том же сезоне выиграла Игры доброй воли в Брисбене.
В течение олимпийского цикла продолжала испытывать проблемы со здоровьем: в 2002 году перенесла операцию на колене, в 2003 году ей удалили щитовидную железу.
В 2004 году вошла в состав сборной Беларуси на летних Олимпийских играх в Афинах. В метании диска заняла 14-е место в квалификации с результатом 60,63 — на 2,37 метра меньше норматива, дававшего право выступить в финале. Неудачное выступление Зверева объяснила недостаточной физической формой после операции.
В 2006 году заняла 6-е место на чемпионате Европы в Гётеборге (61,72), после чего перенесла две операции на колене.
В 2008 году в 47-летнем возрасте вошла в состав сборной Беларуси на летних Олимпийских играх в Пекине. В метании диска заняла 5-е место с результатом 60,82, уступив 3,92 метра победительнице Стефани Браун-Трафтон из США.
В 2010 году выиграла чемпионат Беларуси. Планировала участвовать в летних Олимпийских играх в Лондоне, готовилась к выступлению, однако получила травму.
Готовилась к Олимпийским играм в Лондоне. После тренировки открываю багажник машины, а у рюкзака, где были диски, отрывается лямка, он падает вниз и ломает мне палец. «Всё, значит, пора заканчивать», — окончательно решила я тогда.
Заслуженный мастер спорта Республики Беларусь (1995).
После окончания выступлений работает тренером. Была тренером по метаниям сборной Беларуси по лёгкой атлетике. Член исполкома Олимпийского комитета Республики Беларусь.
Награждена орденом Отечества 3-й степени (2000), медалью «За трудовые заслуги».
Майор КГБ Республики Беларусь.

## Личный рекорд
- Метание диска — 71,58 (12 июня 1988, Ленинград)[6][7]

## Политические взгляды
Подписала открытое письмо спортивных деятелей страны, выступающих за действующую власть Беларуси после жёстких подавлений протестов в 2020 году.

## Семья
Муж — Виктор Петрович Бочин (1960—2018), советский легкоатлет, выступавший в метании копья; советский и белорусский тренер. Заслуженный тренер Республики Беларусь.
Дочь — Елена Викторовна Бочина (род. 1987), белорусская гребчиха и легкоатлетка. Занималась лёгкой атлетикой под началом матери.

## Увековечение
Имя Эллины Зверевой указано на аллее белорусских олимпийских чемпионов в Минске.